# Max Lilja
Max Lilja (27 de octubre de 1975, Vantaa, Finlandia) es un chelista, compositor, productor de música finlandesa para películas, juegos, radio, teatro, fundador, exmiembro de la banda Apocalyptica y miembro de la banda finlandesa Hevein. También toca el halldorophone. 

## Biografía
Max Lilja nació el 27 de octubre de 1975 en Vantaa, Finlandia.
A la edad de 5 años aprendió a tocar violín, pero a los 7 años lo dejó por el violonchelo. Entre 1983 y 1984 estudia violonchelo como alumno de práctica para Panu Saari y a los 9 años es elegido e invitado por su talento a formar parte de la Escuela Junior de la Academia Sibelius donde estudia con Hannu Kiiski, Kazimierz Michalic, Raimo Sariola y posteriormente con Arto Noras.En 1993 es aceptado en para estudiar en la prestigiosa Academia  Sibelius, donde conoció a Eicca Toppinen, Paavo Lötjönen, Antero Manninen y Perttu Kivilaakso con quienes formó Apocalyptica. Entre 1994 y 1996 se convierte en el principal violochelista de  Symphony Orchestra Vivo.
En el 2002 Eicca y Max discutían el futuro de la banda hasta el punto de que uno de los dos debía salirse de ella, los demás integrantes se pusieron del lado de Eicca y al final Max decidió dejar el grupo. Ese mismo año entró en la banda Hevein. Del 2007 al 2009 tocó en vivo junto a Tarja Turunen durante sus giras "Storm in America" y "Storm returns to the America". 
Max cita como influencia a músicos como Dmitri Shostakóvich y a sus bandas preferidas Sepultura, Metallica y Pantera.

## Discografía

### Solo
- Plays Electronica By One Cello (2013)
- Morphosis (2015)
- 10 000 Miens (2018)[6]

### Apocalyptica
- Plays Metallica by Four Cellos (1996)
- Inquisition Symphony (1998)
- Cult (2000)
- Live (2001)

### Suburban Tribe
- Panorama (1997) (en la canción "First Spring Day")

### Neljä Ruusua
- Not for Sale (1998) (en la canción "Sea of Love")

### Sanna Kurki-Suonio
- Musta (1998) (en la canción "Pilven Tyttö")

### Jo Hope
- "One Single Day"

### Maija Vilkkumaa
- Ei (2003) (en las canciones "Kusipää" y "Ei Saa Surettaa")

### Hector
- Ei Selityksiä (2004) (en la canción "Kun Rakkaus Saapuu Kaupunkiin")

### The 69 Eyes
- Devils (2004)
- Angels (2007) (en las canciones "Star of Fate" e "In my Name")

### Hevein
- Sound Over Matter (2005)

### Machine Men
- Elegies (2005) (en la canción "From Sunrise to Sunset")

### Eilera
- Precious Moment (2005)[7]
- Fusion (2007)[8]

### Tarja Turunen
- What Lies Beneath (2010)
- Colours in the Dark (2013)
- The Shadow Self (2016)
- In the Raw (2019)

## Equipo[3]

### Cellos
- Louis Guerzan "Black Rose" (1738)
- Roderich Paesold "Black Birdie" (1982)

### Arcos
- W. Hill & Sons (1927)
- Etwas Knöll

### Cuerdas
- Spirocore Chromi
- Larsen
- Jargar

### Resinas
- Liebenzeller Metal Kolophonium Gold IV Hartz
- POPS'
- Pirastro Gold